# 施泰因格魯本科格爾山

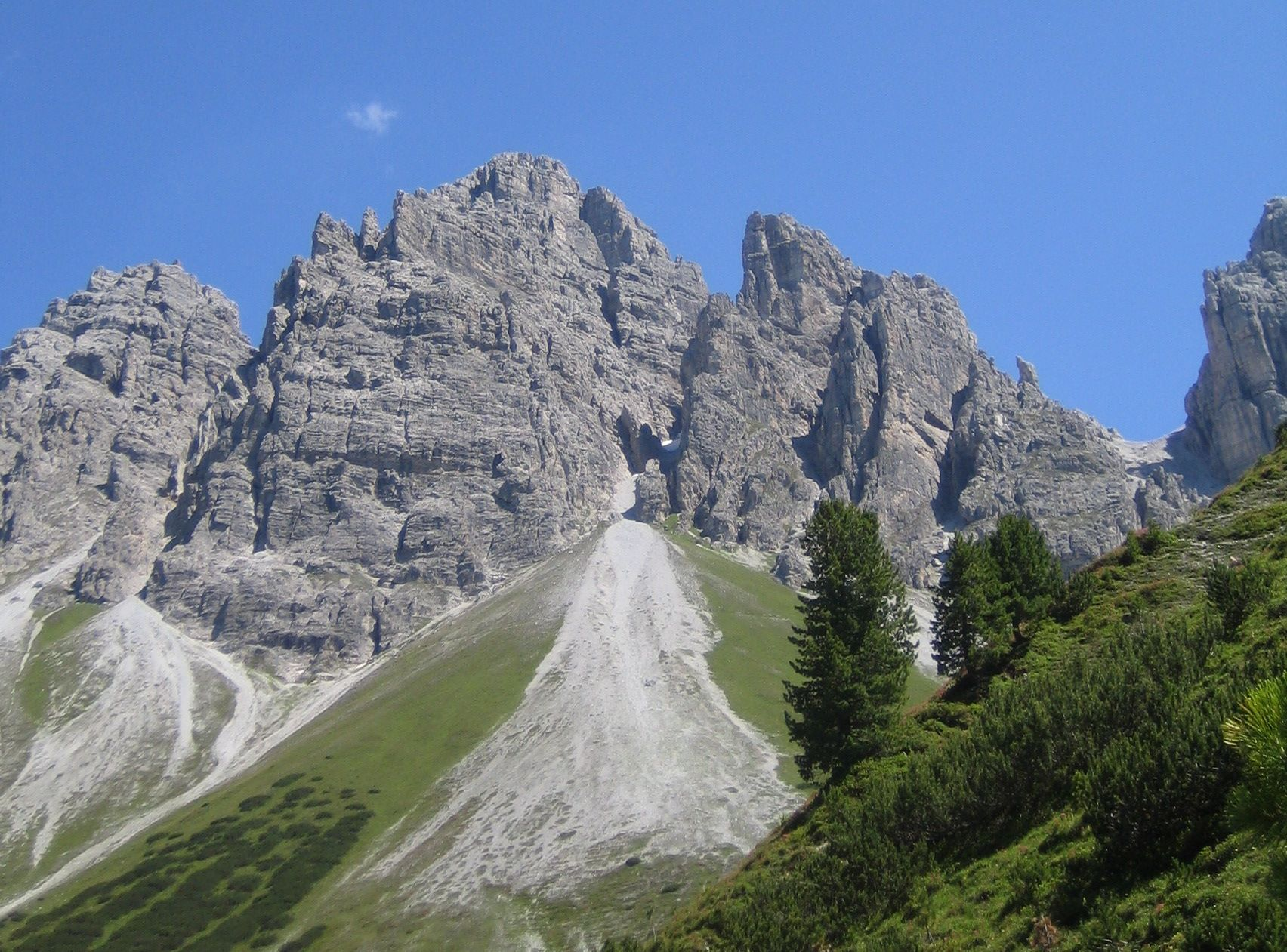

47°9′52″N 11°16′45″E / 47.16444°N 11.27917°E
施泰因格魯本科格爾山（德語：Steingrubenkogel），是奧地利的山峰，位於該國西部，由蒂羅爾州負責管轄，屬於維內迪傑山脈的一部分，海拔高度2,633米，人類在1883年9月4日首次登頂。